# Mala Kapela-tunnel
De Mala Kapela-tunnel (letterlijk: Kleine kapel-tunnel) is sinds zijn opening in 2005 met ongeveer 5,8 kilometer de langste tunnel van Kroatië.
De tunnel bevindt zich in het traject van de autosnelweg A1 en doorsnijdt het Mala Kapela-gebergte. De noordelijke ingang van de tunnel bevindt zich op 562 meter boven zeeniveau, het zuidportaal op 575 meter. Het hoogste punt in de tunnel bevindt zich op 599,2 meter.
Tot 30 mei 2009 bestond de tunnel nog uit één tunnelbuis met verkeer in beide richtingen, maar sinds die tijd is de tweede tunnel, op 15 meter afstand van de eerste, voor het autoverkeer opengesteld. Het verkeer mag nu maximaal 100 km/h, waar vroeger, met tegenverkeer, een snelheid van 80 km/h was toegestaan. Sinds de opening van de tweede tunnelbuis is het aantal files rond de tunnel tevens sterk afgenomen.    

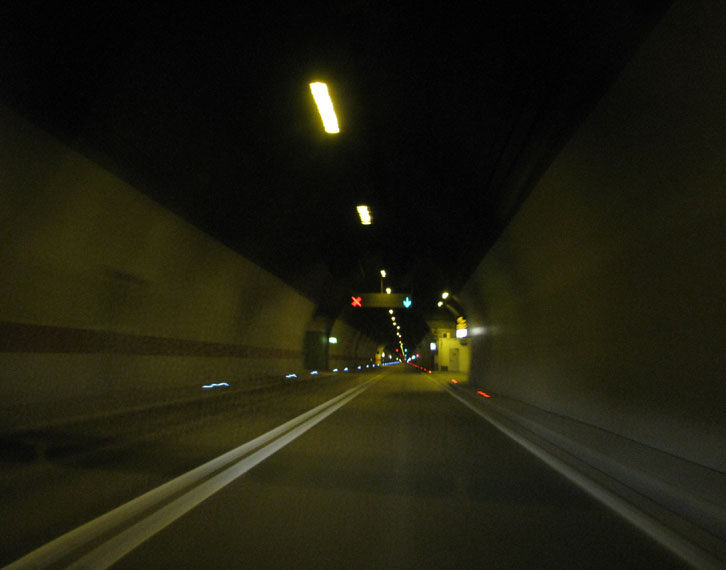
Mala Kapela-tunnel voor de opening van de tweede tunnelbuis